# Leopold Iwan Cirsovius
Leopold Iwan Cirsovius (* 23. Juli 1815 in Mettenhof; † 24. März 1895 in Lübeck) war ein deutscher Organist, Lehrer und Orgelforscher.

## Leben
Leopold Iwan Cirsovius war als Mitglied der Familie Cirsovius ein Sohn des Landwirts Adolph Friedrich Cirsovius (* 8. Mai 1777 in Kiel; † 28. September 1833 in Rotenhahn) und dessen Ehefrau Christine Margaretha, geborene Koyen (* 27. März 1784 im St.-Johannis-Kloster vor Schleswig; † 1834 während einer Reise in Jütland). Der Großvater väterlicherseits war Johann Carl Cirsovius. Die Großeltern mütterlicherseits waren der Klosterverwalter David Koyen († 1816) und dessen Ehefrau Christina Margaretha, geborene Hagen († 1789).
Cirsovis lebte anfangs auf dem von seinem Vater 1805 gepachteten Meierhof Mettenhof. Ein älterer Bruder erteilte ihm ersten Unterricht. 1823 deutete sich an, dass der Vater insolvent gehen würde. Cirsovis und die Geschwister zogen daraufhin zu Verwandten und Freunden. Er selbst lebte, mit Unterbrechung eines halben Jahres bei einem Onkel in Bramstedt, bis 1825 bei einem ehemaligen Hauslehrer in Wahlstorf. Anschließend zog er wieder zu seinen Eltern nach Holnis. Der Vater hatte dort eine kleine Land- und Fährstelle gepachtet.
Im Herbst 1829 verlegte die Familie Cirsovius ihren Wohnsitz nach Schleswig. Zu Ostern 1830 zog Leopold Iwan Cirsovius zu dem Lehrer Dietrich Bahr, der ihn auf den Beruf als Lehrer vorbereiten sollte, nach Wrohe. Im Herbst 1832 erhielt er eine Stelle als Hauslehrer bei dem Apotheker Johann Valentin Struck in Nortorf. Aufgrund gesundheitlicher Probleme endete die Tätigkeit im Frühjahr 1833. Anschließend verbrachte er ein halbes Jahr auf dem Hof Bjernedegård nahe Sorø, den sein Schwager besaß. Von Herbst 1833 bis Ostern 1836 arbeitete er als Hilfslehrer in Malente und beschäftigte sich dort erstmals mit dem Orgelspiel.
Von Ostern 1836 bis zum Examen 1839 erhielt Cirsovius eine Ausbildung am Lehrerseminar in Tondern und bekam dabei eine obligatorische Ausbildung als Organist. Danach arbeitete er für kurze Zeit als Hilfslehrer an der Flensburger Wilhelminen-Freischule. Im Herbst 1841 erhielt er einen Ruf des Gutsbesitzers Kaspar von Buchwaldt als Organist an der Vicelinkirche und Lehrer von Pronstorf. Cirsovius arbeitete hier bis zum gesundheitsbedingten Ende 1887. Danach zog er nach Lübeck.

## Wirken als Organist
Bei Cirsovius' Amtsantritt in Pronstorf existierten dort drei verschiedene Choralbücher. Die von der Gemeinde verwendeten Melodien entsprachen aufgrund mündlicher Überlieferungen oft nicht dem schleswig-holsteinischen Gesangbuch. Cirsovius führte zunächst das Choralbuch von Johann Georg Christian Apel ein. Gemeinsam mit dem Pastor Friedrich Ernst Eugen Nissen suchte er circa 40 Lieder aus, die bei Schulprüfungen des Kirchspiels bekannt sein mussten. Aufgrund des schlechten Zustands der Orgel drängte er auf einen Neubau und fragte Hermann Jimmerthal um Rat, wie ein Neubau zu planen sei. Mit dem Lübecker Organisten verband ihn vermutlich seit Anfang der 1860er Jahre eine Freundschaft.

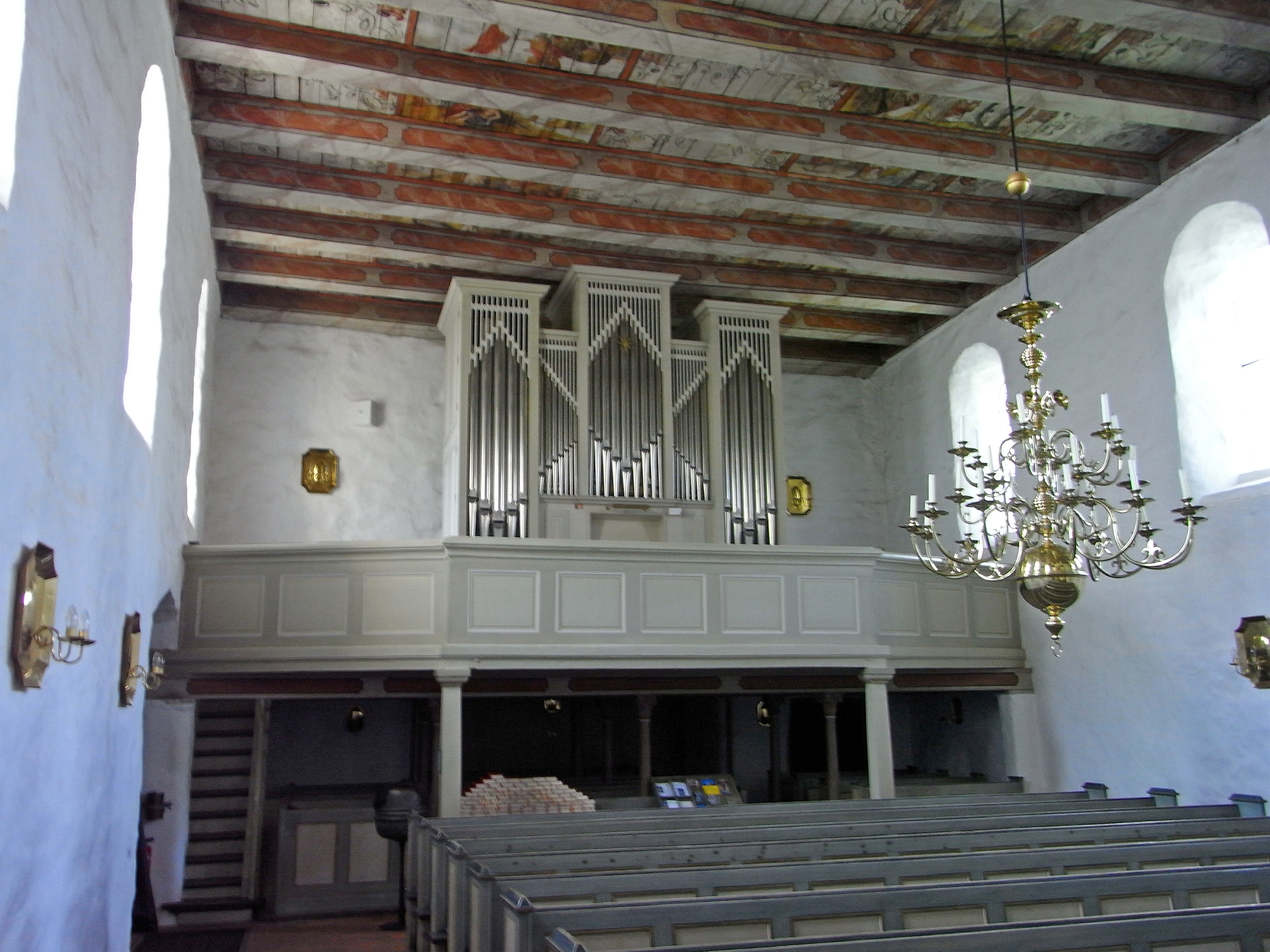
Orgel in Pronstorf

Cirsovius begutachtete Orgeln des näheren Umlands und bat andere Organisten um Berichte. 1869 konnte in Pronstorf eine Orgel von Marcussen & Søn eingeweiht werden. Im Rahmen des Orgelbaus entstand eine Freundschaft mit Jürgen Andreas Marcussen, der die renommierteste Orgelbauwerkstatt des Landes leitete. Cirsovius schrieb in seinen späteren Publikation sehr wohlwollend über das Unternehmen.
Aufgrund der Zustände, die er beim Dienstantritt in Pronstorf angetroffen hatte, engagierte sich Cirsovius für die Kirchenmusik in den ländlichen Gemeinden des Landes. Er nutzte hierfür insbesondere Zusammenkünfte des „Allgemeinen Schleswig-Holsteinischen Lehrerverbandes“, später die Publikation „Schleswig-Holsteinische Schulzeit“, die der Großteil der Lehrer las. In der Schulzeitung offerierte er 1862 ein Heft zur Subskription, dass 19 Antiphone enthielt, die in der Kirche von Pronstorf oftmals verwendet wurden. Diese von Jimmerthal gegengelesenen Melodien gingen offensichtlich nie in den Druck.
Im Jahr 1863 gab Cirsovius die gebräuchlichsten Choräle von Johann Georg Christian Apel heraus. Da diese schnell vergriffen waren, erstellte er eine überarbeitete Version, die 1864 erschien und mehrfach aufgelegt wurde. 1874 schuf er eine neue Version. 1864 veröffentlichte er nach Beratungen mit Jimmerthal und Rudolf Reinecke das Choralbuch „Choralfreund“, das zu Apels Chorälen passte. Die Melodien Apels versah er dabei mit neuen, einfacheren Harmonien, die Jimmerthal geschrieben hatte. Reinecke empfahl das Buch für den Unterricht in Lehrerseminaren, wodurch es schnell Verbreitung in ganz Schleswig-Holstein fand und in mehreren Auflagen erschien. 1880 ergänzte Cirsovius es um eine zusätzliche Sammlung von Präludien.
1881 erhielt Cirsovius aufgrund der von ihm erstellten Werke einen Ruf der Kommission, die ein neues Choralbuch zum schleswig-holsteinischen Gesangbuch schaffen sollte. In diesem Zusammenhang entstand 1886 eine Sammlung der Melodien von Volksliedern, die die Musik in ländlichen Kirchen und Schulen optimieren sollte. Cirsovius initiierte im Lehrerverein eine Sektion „Gesang und Musik“ und amtierte bis zu seiner Pensionierung als deren Vorstandsmitglied.

## Wirken als Orgelforscher
Cirsovius' bedeutendste Arbeiten stammen aus dem Bereich der Orgelforschung. Während der Vorbereitungen des Orgelneubaus von Pronstorf sammelte er Material. Einen Teil hiervon veröffentlichte er 1872 als „Orgel-Dispositionen von Orgeln in Schleswig-Holstein“. Er plante, diese Schrift zu erweitern und schrieb daher fast jedes Jahr für die Schulzeitung eine „Orgelschau“. Dabei bat er immer, ihm weiteres Material zuzusenden. Orgelforscher sammelten und veröffentlichten seinerzeit für gewöhnlich Dispositionen. Cirsovius wich hiervor nicht ab, arbeitete jedoch wesentlich zuverlässiger als seine Vorgänger. Außerdem sammelte er sehr weiträumig über ganz Nordelbien und interessierte sich für aktuelle Entwicklungen des Orgelbaus.
1881 gab das Konsistorium in Kiel unter Friedrich Mommsen eine Inventarisierung von Orgeln in Auftrag. Cirsovius sollte diese als bester Orgelfachmann auswerten. Überlegungen, eine erweiterte Neuauflage seines Werkes von 1872 zu veröffentlichen, gab er 1890 auf. Da seine Kollegen kein Interesse zeigten, konnte er auch keine größere Orgelstatistik erstellen. Da ihm die materielle Absicherung der Witwen und Waisen von Lehrern besonders wichtig war, spendete er die Erlöse seiner Werke an den Pestalozzi-Verein.

## Familie
In erster Ehe heiratete Cirsovius am 3. November 1840 in Hutzfeldt Anna Margaretha Catharina Doll (* 21. Oktober 1816 in Neukirchen; † 17. Juni 1870 in Pronstorf). Sie war die Tochter eines Neukirchener Organisten. Das Ehepaar hatte vier Söhne und vier Töchter.
In zweiter Ehe heiratete Cirsovius am 30. Dezember 1873 in Pronstorf Elise Dorothea Friederike Lau (* 30. Oktober 1835 in Preetz; † 16. Juni 1920 in Schleswig). Aus dieser Ehe ging eine Tochter hervor.

## Veröffentlichungen
- Choralfreund: die gebräuchlichsten Choräle mit Vor- und Zwischenspielen für Orgel und Pianoforte sowie zum vierstimmigen Gesang. Segeberg: Meier [1864]
- Lebensbild der Orgelbaumeister Marcussen & Sohn: nebst Verzeichnis der von 1848–91 gelieferten Orgeln a. der Zeit, b. der Grösse nach und Hauptbestimmungen, nach welchen alle gebaut, sowie Gutachten von Sachverständigen. Kiel: Jensen 1891 (Digitalisat bei HathiTrust)
- Orgel-Dispositionen aus Schleswig-Holstein: 194 Dispositionen und Beschreibungen, 1868–1895. Hrsg. von Reinhard Jaehn, Berlin: Merseburger 1986 ISBN 978-3-87537-217-5 (= Documenta Organologica) Darin:

* Orgel-Dispositionen von Orgeln in Schleswig-Holstein. Kiel 1872
* Die jährliche Orgel-Umschau von L. I. Cirsovius, 1880–1894
* Lebensbild der Orgelbaumeister Marcussen und Sohn. Kiel 1891
* Supplement: Einzelne von Cirsovius verfasste oder veranlasste Orgelbeschreibungen, 1868–1895
- Nachrichten über Pronstorf, Kirche, Kirchenpatrone, Prediger, Kirchenjuraten, Organisten, Orgeln, Todtengräbern, Läuter, Sitten und Gebräuche, 1880 (Nachdruck ca. 1980)